# Peter Leng
Sir Peter John Hall Leng, KCB, MBE, MC (* 9. Mai 1925 in Sunderland; † 11. Februar 2009) war ein britischer Offizier der British Army, der unter anderem als General zwischen 1981 und 1983 Generalmeister der technischen Truppen (Master-General of the Ordnance) war.

## Leben

### Offiziersausbildung, Zweiter Weltkrieg und Nordirlandkonflikt
Peter John Hall Leng absolvierte nach dem Besuch des Bradfield College eine Offiziersausbildung und trat 1944 in das Garderegiment Scots Guards ein. Er nahm in den letzten Monaten noch am Zweiten Weltkrieg teil und erhielt für seine Verdienste 1945 das Military Cross (MC). Nach Kriegsende folgten verschiedene weitere Verwendungen als Offizier und Stabsoffizier in der British Army wie zum Beispiel von Dezember 1964 bis November 1966 im Rang eines Oberstleutnants (Lieutenant-Colonel) als Kommandeur des 3. Bataillons des Infanterieregiments Royal Anglian Regiment. Für seine weiteren Verdienste wurde er 1962 Mitglied (Member) des Order of the British Empire (MBE). Als Brigadegeneral (Brigadier) war er zwischen Dezember 1968 und Dezember 1970 Kommandeur der 24. Brigade (24th Independent Infantry Brigade Group (Guards)). Anschließend wechselte er ins Verteidigungsministerium (Ministery of Defence) und war dort zwischen Januar 1971 und November 1972 stellvertretender Militärischer Sekretär (Deputy Military Secretary).
Während des Nordirlandkonflikts übernahm er als Generalmajor (Major-General) im April 1973 den Posten als Kommandeur der Landstreitkräfte in Nordirland (Commander, Land Forces, Northern Ireland) und hatte diesen bis April 1975 inne. 1973 wurde ein Referendum in Nordirland abgehalten, bei dem die Wähler sich zwischen dem Verbleib im Vereinigten Königreich und dem Anschluss an die Republik Irland zu entscheiden hatten. Das Referendum fiel zugunsten des Vereinigten Königreichs aus, es war jedoch vom katholischen Bevölkerungsteil fast vollständig boykottiert worden. Im Mai 1974 scheiterte der im Abkommen von Sunningdale vereinbarte Versuch, eine gemeinsame Regierung aus Unionisten und Nationalisten zu bilden. Die neue nordirische Regierung trat nach wenigen Monaten zurück, als ein Generalstreik unionistischer Arbeiter (Ulster Workers’ Council Strike) die Provinz weitgehend lahmlegte. Für seinen Einsatz in Nordirland wurde er 1975 Companion des Order of the Bath (CB).

### Aufstieg zum General und Familie
Im Anschluss kehrte Generalmajor Leng ins Verteidigungsministerium zurück und fungierte dort zwischen Juni 1975 und März 1978 als Leiter der Abteilung Militärische Operationen (Director of Military Operations). Am 3. Juni 1978 wurde er zum Knight Commander des Order of the Bath (KCB) geschlagen und führte fortan den Namenszusatz „Sir“. Im Juli 1978 wurde er als Generalleutnant (Lieutenant-General) Nachfolger von Generalleutnant Richard Worsley als Oberkommandierender des I. Korps (I Corps) und behielt dieses Kommando bis Oktober 1980, woraufhin Generalleutnant Nigel Bagnall seine dortige Nachfolge antrat. In dieser Funktion war er in Niedersachsen Leiter der britisch-deutsch-US-amerikanischen Übung Spearpoint 80, das bis dato größte britische Militärmanöver auf deutschem Boden nach dem Zweiten Weltkrieg.
Zuletzt wurde Peter Leng General und löste im März 1981 General Hugh Beach als Generalmeister der technischen Truppen (Master-General of the Ordnance) ab. Er war damit bis zu seiner Ablösung durch General Richard Vincent im September 1983 für Artillerie, Ingenieurtruppen, Festungsanlagen, militärischen Bedarf, Transportwesen und Feldkrankenhäuser zuständig. Im Anschluss trat er in den Ruhestand.
Peter John Hall Leng war zwei Mal verheiratet. In erster Ehe heiratete er 1951 Virginia Rosemary Pearson, Tochter von Major Archibald David Barclay Pearson und Hilda Constance Helen Blackburn. Aus dieser Ehe gingen drei Söhne und zwei Töchter hervor. Nach Auflösung dieser Ehe heiratete er 1981 in zweiter Ehe Flavia Browning, Tochter von Sir Frederick Arthur Montague Browning und der Schriftstellerin Daphne du Maurier.